# Theodor Carl Gustav von Leber
Theodor Carl Gustav von Leber (Karlsruhe, 29 de fevereiro de 1840 – Heidelberg, 17 de abril de 1917) foi um oftalmologista alemão.

## Vida
Filho de um professor de linguística de Karlsruhe. Pretendendo inicialmente estudar química, o professor Robert Bunsen o aconselhou a estudar medicina, por haver na época muitos químicos. Em Heidelberg foi aluno de Hermann von Helmholtz, onde obteve um doutorado e foi depois durante um ano assistente de Herman Jakob Knapp na clínica oftalmológica da Universidade de Heidelberg.
Foi depois para Viena, onde foi aluno do fisiologista Carl Ludwig. Voltou-se depois novamente para a oftalmologia, e foi médico assistente de Albrecht von Graefe em Berlim de 1867 a 1870. Obteve em 1869 a habilitação em Berlin. Em 1871 foi professor de oftalmologia da Universidade de Göttingen e em 1890 foi diretor da Clínica Oftalmológica de Heidelberg, onde permaneceu até o final de sua carreira profissional em 1910. Em 1888 foi eleito membro da Academia Leopoldina. Em 1909 foi eleito membro extraordinário da Academia de Ciências de Heidelberg.
Theodor von Leber foi sepultado no Bergfriedhof (Heidelberg).
Em seu nome é denominada a Neuropatia óptica hereditária de Leber.

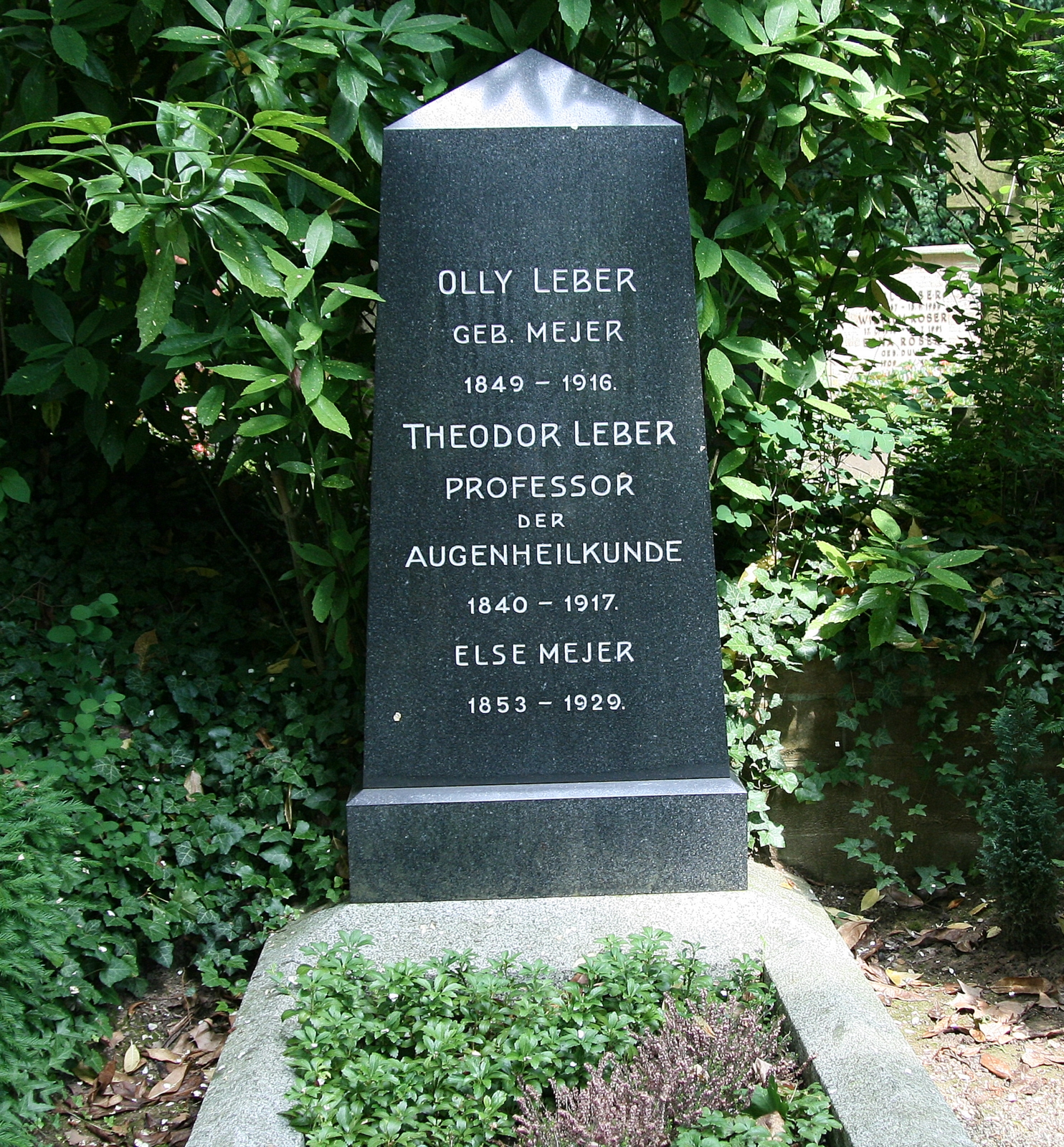
Theodor von Leber, sepultura no Bergfriedhof (Heidelberg) na seção R

## Obras
- Anatomische Untersuchungen über die Blutgefässe des menschlichen Auges. Denkschrift der kaiserlichen Akademie der Wissenschaften in Wien, 1865.
- Untersuchungen über die Caries der Zähne. mit Rottenstein. Berlin, 1867.
- Studien über den Flüssigkeitswechsel im Auge. Albrecht von Graefes Archiv für Ophthalmologie, 19 (1873), Nr. 2, S. 87 - 185 doi:10.1007/BF01720618.
- Ueber die Erkrankungen des Auges bei Diabetes mellitus. Albrecht von Graefes Archiv für Ophthalmologie, 21 (1875), Nr. 3, S. 206 - 337 doi:10.1007/BF01695031.
- Die Circulations- und Ernährungsverhältnisse des Auges. in Graefe-Saemisch: Handbuch der gesamten Augenheilkunde, 1876.
- Die Krankheiten der Netzhaut und des Sehnerven. in Graefe-Saemisch: Handbuch der gesamten Augenheilkunde, volume 3 and 4; Leipzig, 1877; 2nd edition, 1915–1916.
- Die Entstehung der Entzündung und die Wirkung der entzündungserregenden Schädlichkeiten. in Graefe-Saemisch: Handbuch der gesamten Augenheilkunde, volume, 4. Leipzig, 1891.
- Ueber Retinitis pigmentosa und angeborene Amaurose. Albrecht von Graefes Arch. Ophthal. 15: 1-25, 1869. (Hier wird die Lebersche Kongenitale Amaurose erstmals beschrieben)